# Qualificazioni alla World League di pallavolo 2010
Le qualificazioni per la World League di pallavolo 2010, si svolsero dal 21 agosto al 19 settembre 2009. Vi parteciparono 6 squadre nazionali.

Le due squadre vincenti della prima fase giocarono nella seconda fase contro le ultime classificate della World League 2009, vale a dire Giappone e Venezuela. Le due squadre uscenti vincitori da questi spareggi conquistarono i due posti disponibili per la World League 2010.

## Squadre partecipanti
- Egitto (sfidante africana)
- Germania (sfidante europea)
- Giappone (15º posto nella World League 2009)
- Iran (sfidante asiatica)
- Messico (sfidante americana)
- Venezuela (16º posto nella World League 2009)

## Prima fase

### Squadre partecipanti
- Egitto
- Germania
- Iran
- Messico

### Qualificate alla seconda fase
- Egitto
- Germania

## Seconda fase

### Squadre partecipanti
- Egitto
- Germania
- Giappone
- Venezuela

### Qualificate alla World League
- Egitto
- Germania